# Аморфис
„Аморфис“ (в оригинал Amorphis) е метъл група от Хелзинки, Финландия.
Основана е през 1990 г. от барабаниста Ян Рехбергер (Jan Rechberger), и китаристите Томи Койвусаари (Tomi Koivusaari) и Еса Холопайнен (Esa Holopainen).

## История
Групата стартира като отявлен дет метъл проект, но впоследствие стилът им претърпява развитие и музиката им се насища с богати мелодии и влияния от дуум метъла, фолк метъла и прогресив метъла. Аморфис са известни с това, че източник на вдъхновение за текстовете им е финландският фолклор, и по-специално националният епос „Калевала“.
Имат издадени 14 студийни албума, като последният Halo излиза през 2022 г.
Като част от европейското им турне и по повод 20 години от съществуването на издателя им Nuclear Blast, на 3 ноември 2007 г. Аморфис изнасят в България съвместен концерт с Agathodaimon, Бенедикшън и Едгай. През октомври 2009 отново изнасят концерт в България.

## Дискография
- 1992 – The Karelian Isthmus
- 1994 – Tales from the Thousand Lakes
- 1996 – Elegy
- 1999 – Tuonela
- 2001 – Am Universum
- 2003 – Far from the Sun
- 2006 – Eclipse
- 2007 – Silent Waters
- 2009 – Skyforger
- 2011 – The Beginning of Times
- 2013 – Circle
- 2015 – Under the Red Cloud
- 2018 – Queen of Time
- 2022 – Halo